# Andrea Mariano Magrassi
Andrea Mariano Magrassi (Mombisaggio, 4 settembre 1930 – Noci, 15 aprile 2004) è stato un arcivescovo cattolico italiano, per 22 anni metropolita di Bari.

## Biografia
Di famiglia contadina, rimase orfano del padre Costantino quando aveva 5 anni. Le difficoltà economiche della famiglia lo costrinsero a lavorare in campagna fino a 23 anni, sia per aiutare la mamma Rosa Mutti (da lei il primo, discreto suggerimento a seguire la propria vocazione) sia per potersi mantenere agli studi per diventare sacerdote.
Fu ordinato sacerdote il 2 agosto 1953. Affascinato dalla meditazione dei libri dell'abate Columba Marmion, venne attratto alla vita monastica; entrò quindi nel monastero benedettino di Genova e fu novizio nell'abbazia San Giovanni Evangelista di Parma prima di emettere la professione solenne il 15 gennaio 1958.
Successivamente conseguì il dottorato in teologia alla Pontificia Università Urbaniana di Roma dove discusse una tesi su "Teologia e storia nel pensiero di Ruperto di Deutz" e conseguì la licenza in Scienze Bibliche al Pontificio Istituto Biblico, con una tesi dal titolo "Maranathà: 1 Cor 16,22 - Didaché 10,6".
"Nella sua formazione e nei suoi studi, padre Mariano si colloca, negli anni Cinquanta e Sessanta, all'interno del filone rappresentato dal movimento monastico e liturgico, ormai giunto alla sua piena espressione e, in qualche misura, è figlio di questa storia"
Tornò quindi a Genova dove fu maestro dei novizi dal 1961 al 1968. In questo periodo si dedicò anche a predicare in monastero gli esercizi spirituali ai sacerdoti ed ai laici. Così cominciò a diffondersi la fama della sua predicazione, al punto che, specialmente nei convegni che trattavano di liturgia, veniva richiesta sempre la sua partecipazione come relatore.
Per le sue qualità umane e per le aperture al nuovo, nel 1972 fu eletto abate dell'abbazia benedettina della Madonna della Scala in Noci, in provincia di Bari (nel 1978 il comune di Noci gli conferì la cittadinanza onoraria). Al Convegno Ecclesiale del 1976 fu invitato a tenere una relazione nella quale sostenne la necessità di confrontare «i valori della fede con le mete del progresso civile». Sostenitore dell'impegno del "vescovo delle favelas" Helder Camara a denunciare le ingiustizie della società, dichiarò inoltre che per testimoniare la fede occorra tenere «in una mano il Vangelo e nell'altra il giornale». Durante la Quaresima 1977 fu chiamato a predicare gli esercizi spirituali in Vaticano al papa Paolo VI e alla Casa Pontificia.

### Ministero episcopale
Il 24 novembre 1977 Magrassi fu nominato, da Paolo VI, arcivescovo dell'allora arcidiocesi di Bari e Canosa, succedendo a monsignor Anastasio Alberto Ballestrero, trasferito a Torino. Ricevette l'ordinazione episcopale il 17 dicembre 1977 dal cardinale Sebastiano Baggio (co-consacranti: cardinale Anastasio Alberto Ballestrero OCD, arcivescovo Guglielmo Motolese). In quel giorno, durante l'omelia della celebrazione eucaristica, ricordò che "Bari e il suo cuore erano ormai una cosa sola". Per il suo paterno amore per Bari nel 1989 gli fu conferita la cittadinanza onoraria. Il 30 settembre 1982 fu nominato anche vescovo della diocesi di Bitonto che dal 30 settembre 1986 venne unita alla sede di Bari dando vita all'arcidiocesi di Bari-Bitonto.
"Magrassi si colloca tra quei vescovi montiniani con cui Paolo VI voleva riformare l'episcopato italiano. Ma, a differenza dei suoi colleghi scelti dal papa, in genere provenienti dall'Azione Cattolica, era fondamentalmente un monaco e un abate"
Conferì l'ordinazione episcopale a Domenico Padovano, Francesco Cacucci, Silvio Cesare Bonicelli e Luciano Bux.
Ebbe incarichi di rilievo in importanti organismi ecclesiastici quali il Centro Azione Liturgica (CAL) del quale fu presidente; la Congregazione del Culto Divino e la Congregazione per le Chiese Orientali. Fu presidente della Commissione Vita consacrata e della Commissione mista Vescovi e Religiosi. È stato a lungo presidente della Conferenza Episcopale Pugliese.
Gli osservatori lo definirono "vescovo della sintesi" e in realtà durante l'intero ministero episcopale prestò una grande attenzione all'ecumenismo e all'unità dei Cristiani, in particolare nei confronti delle chiese ortodosse, con la quale l'arcidiocesi di Bari ha storicamente intrattenuto relazioni strettissime grazie al comune culto per san Nicola. Il suo impegno per l'ecumenismo fu determinante anche nella Commissione internazionale per le Chiese Cattolica e Ortodossa.
Assai apprezzato come autore di spiritualità e liturgia, nel maggio del 1985 ricevette la laurea honoris causa in liturgia conferitagli dall'Ateneo Pontificio Sant'Anselmo in Roma.
Attento al mondo della cultura, della comunicazione e della formazione, rivolse una particolare attenzione pastorale ai problemi della società: importanti furono sotto tale aspetto i documenti pastorali sull'emarginazione, sulla discriminazione, sui gravi problemi di Barivecchia e del quartiere San Paolo. Si pronunciò più volte sui temi sociali della sanità, della scuola, lavoro e della disoccupazione giovanile. A metà degli anni ottanta a più riprese si espresse per  il pluralismo dei cattolici in ambito politico sostenendo che «la Chiesa non si identifica in nessun partito né con un sistema. Dalla fede non nasce un unico progetto politico» e richiamando tra le diverse espressioni dell'impegno dei sociale credenti quello dei sacerdoti assassinati in America Latina per difendere i diritti di milioni di diseredati. 
Tra le altre iniziative, fu convinto e tenace sostenitore del fondo antiusura.

### Malattia e morte
Affetto dalla malattia di Alzheimer, fu costretto a rinunziare alla cura pastorale dell'arcidiocesi e a rassegnare le dimissioni il 3 luglio 1999, a 68 anni, rimanendo arcivescovo emerito di Bari-Bitonto. Si ritirò quindi nel monastero di Noci dove morì il 15 aprile 2004.

Il suo successore e per tanti anni suo vescovo ausiliare Francesco Cacucci ne ha ricordato la figura con le seguenti parole: 
Il 7 marzo 2006 la salma di Monsignor Magrassi è stata traslata dalla cappella cimiteriale dell'abbazia di Noci alla cripta della cattedrale di Bari.

## Genealogia episcopale e successione apostolica
La genealogia episcopale è:
- Cardinale Scipione Rebiba
- Cardinale Giulio Antonio Santori
- Cardinale Girolamo Bernerio, O.P.
- Arcivescovo Galeazzo Sanvitale
- Cardinale Ludovico Ludovisi
- Cardinale Luigi Caetani
- Cardinale Ulderico Carpegna
- Cardinale Paluzzo Paluzzi Altieri degli Albertoni
- Papa Benedetto XIII
- Papa Benedetto XIV
- Cardinale Enrico Enriquez
- Arcivescovo Manuel Quintano Bonifaz
- Cardinale Buenaventura Córdoba Espinosa de la Cerda
- Cardinale Giuseppe Maria Doria Pamphilj
- Papa Pio VIII
- Papa Pio IX
- Cardinale Alessandro Franchi
- Cardinale Giovanni Simeoni
- Cardinale Antonio Agliardi
- Cardinale Basilio Pompilj
- Cardinale Adeodato Piazza, O.C.D.
- Cardinale Sebastiano Baggio
- Arcivescovo Andrea Mariano Magrassi, O.S.B.

La successione apostolica è:
- Vescovo Domenico Padovano (1982)
- Arcivescovo Francesco Cacucci (1987)
- Vescovo Silvio Cesare Bonicelli (1991)
- Vescovo Luciano Bux (1995)

## Opere
- Teologia e storia nel pensiero di Ruperto di Deutz. Roma, Apud Pontificiam Universitatem Urbanianam de Propaganda Fide, 1959. ISBN 8840130896.
- Teologia del Battesimo e della Cresima, Rona, CAL, 1968
- (con Luciano Pacomio), Lezionario feriale commentato. Torino, Marietti, 1972. ISBN 8821163598.
- Preghiera - liturgia - lectio divina. Faenza, Monastero S. Umiltà, 1972.
- Sacrificio di lode. Introduzione alla Liturgia delle Ore. Roma, Centro Studi U.S.M.I., 1973.
- Salvare il mondo... ma con che cosa?. Noci, La scala, 1974.
- Afferràti da Cristo. Noci, La scala, 1977.
- Il credente per la promozione dell'uomo. Bari, U.C.S.I., 1977.
- Vivere la liturgia. Noci, La scala, 1978. OCLC 22187959.
- Vivere l'Eucaristia. Noci, La scala, 1978. OCLC 22187921.
- Cristo ieri oggi sempre. La pedagogia della Chiesa-Madre nell'anno liturgico. Bari, Ecumenica editrice, 1978.
- (con Bonifacio Baroffio e Luciano Pacomio), La Chiesa che prega nel tempo: a lode della sua gloria: la liturgia delle ore. Torino, Marietti, 1979. ISBN 8821164519.
- La liturgia: evento, celebrazione, storia. Torino, Marietti, 1979.
- Cristo luce del nostro cammino. Noci, La scala, 1979.
- Cristo, il tempo e noi. Noci, La scala, 1979.
- Il cuore penitente e il suo segno sacramentale. Noci, La scala, 1979.
- Il prete. Una identità da riscoprire e vivere. Noci, La scala, 1979.
- Vivere la Parola. Noci, La scala, 1980.
- Evangelizzare gli adulti. Scelta pastorale per una Chiesa in cammino. Rivoli, Elledici, 1980. ISBN 8801051492.
- Davanti a te ogni mio desiderio. Gli atteggiamenti esistenziali della preghiera. Noci, La scala, 1980.
- La situazione della liturgia in Italia a 15 anni dalla riforma. Rivoli, Elledici, 1981. ISBN 8801051549.
- Bari Pentecoste 1981, Noci, La scala, 1981.
- Convertitevi e credete al Vangelo. Riflessioni teologico-pastorali sul rapporto tra Parola di Dio e Penitenza. Noci, La scala, 1981.
- Cristo Risorto festa dell'uomo. Noci, La scala, 1981.
- Il senso pasquale della morte e sua celebrazione. Riflessioni teologiche e pastorali. Noci, La scala, 1981.
- Amare con il cuore di Dio. Alba, Edizioni Paoline, 1982. ISBN 8821504921.
- Diventa quello che sei. Dal Battesimo ad una maturità di fede e coerenza di vita. Rivoli, Elledici, 1983. ISBN 8801051662.
- Eucaristia e Chiesa: un solo corpo. Noci, La scala, 1982.
- Quando vedrò il tuo volto? Pregare i salmi. Noci, La scala, 1982.
- Linee fondamentali e tappe della catechesi della chiesa. Torino, LDC, 1982.
- Maria nella famiglia oggi. Noci, La scala, 1983.
- Protesi nell'ascolto, esultanti nella lode. Noci, La scala, 1983.
- Ci ha portato il vento di Pentecoste. L' "Enciclica barese" del Papa Giovanni Paolo II. Noci, La scala, 1984.
- Il fuoco dello Spirito nel calice. Noci, La scala, 1984.
- Il cristiano adulto catechista. Noci, La scala, 1985.
- Vivere è cambiare. Riflessioni sul sacramento della Riconciliazione dopo il Sinodo dei Vescovi. Noci, La scala, 1985.
- Vivere la Chiesa. Vol. I: Christus praesens. Noci, La scala, 1986.
- Vivere la Chiesa. Vol. II: La Chiesa nel vissuto quotidiano. Noci, La scala, 1987.
- Dal costato trafitto la sorgente dello Spirito. Noci, La scala, 1987.
- L'urgenza dell'ora: evangelizzare tutti. Rivoli, Elledici, 1987. ISBN 8801165331.
- Una chiesa più povera e più libera dopo il nuovo Concordato. Rivoli, Elledici, 1987. ISBN 8801051816.
- Bellezza antica e sempre nuova in preghiera con Sant'Agostino. Noci, La scala, 1987. OCLC 34195578.
- Magistero episcopale di Mons. Magrassi nel decennio del suo Episcopato. Noci, La scala, 1988.
- Sr. Elia di S. Clemente, carmelitana di Bari. Un piede sulla terra e uno nel cielo. Noci, La scala, 1988.
- Pellegrino dell'assoluto: Bernardo di Chiaravalle, 1090-1990. Noci, La scala, 1989. OCLC 27401089.
- Maria stella sul nostro cammino. Noci, La scala, 1991.
- Per me vivere è Cristo. Noci, La scala, 1991.
- Liturgia: la Chiesa in preghiera. Bari, Ecumenica Editrice, 1992.
- Un pastore esemplare: Ambrogio di Milano. Noci, La scala, 1992.
- Basta che Tu ci guardi e noi saremo salvi. Tortona, Madonna della Guardia, 1994.
- Per le strade del mondo. Appunti di viaggio. Noci, La scala, 1994.
- Vivere è camminare con Cristo Risorto. Noci, La scala, 1995.
- Vivere è incontrarsi con Dio. Noci, La scala, 1995.
- A tavola con Cristo. Noci, La scala, 1996.
- Alfredo Ildefonso Schuster. Uomo, monaco, prete, vescovo, santo. Milano, In dialogo, 1996. ISBN 8881230356.
- Gesù e il malato. Il sacramento che porta salvezza. Noci, La scala, 1996.
- Giubileo e Sinodo: un binomio affascinante. Bari, Ecumenica Editrice, 1996.
- Lampada per i miei passi è la tua parola. Commento alle letture e alle orazioni festive. Bari, Ecumenica Editrice, 1997.
- Per una società equa e solidale. Messaggi sociali. Noci, La scala, 1997.
- Per voi sono vescovo, con voi sono cristiano. Nel XX di episcopato. Bari, Ecumenica Editrice, 1997.
- Bibbia e preghiera. La lectio divina. Milano, Àncora, 1998. ISBN 8876106456.
- L'affascinante salita del monte Carmelo. Roma, OCD, 1998. ISBN 8872290708.
- Praying the Bible: An Introduction to Lectio Divina. Collegeville, Liturgical Press, 1998. ISBN 0814624464.
- Biblia i modlitwa: lectio divina. Cracovia, Wydaw. OO Franciszkanów Bratni Zew, 2003. ISBN 8388903098.
- (con Timothy Radcliffe), L'anima della Domenica. Bologna, EDB, 2005. ISBN 8810501918.
- Florilegio. Per ogni giorno dell'anno, a cura di Giovanni Pedone e Giuseppe Poggi, Noci, La Scala, 2011. ISBN 9788896688090.
- Preghiera Liturgia Lectio Divina, a cura del card. Marcello Semeraro, Cinisello Balsamo, San Paolo, 2022